# Llista de monuments de Gavà
Llista de monuments de Gavà inclosos en l'Inventari del Patrimoni Arquitectònic de Catalunya per al municipi de Gavà (Baix Llobregat). Inclou els inscrits en el Registre de Béns Culturals d'Interès Nacional (BCIN) amb la classificació de monuments històrics i els béns culturals d'interès local (BCIL) de caràcter arquitectònic.
| Monument                                                                            | Protecció   | Estil/època                                        | Localització                                                 | Coordenades                                          | Codi?         | Imatge |
| ----------------------------------------------------------------------------------- | ----------- | -------------------------------------------------- | ------------------------------------------------------------ | ---------------------------------------------------- | ------------- | --- |
| Mas Rosés                                                                           | BCIN 644-MH | XVI                                                | Gavà                                                         | 41° 17′ 36″ N, 1° 59′ 28″ E / 41.293372°N,1.991045°E | RI-51-0005354 | Mas Rosés (Gavà) · Vegeu més fotos d'aquest monument · Carregueu una nova foto d'aquest monument                                       |
| Castell d'Eramprunyà, Sant Miquel d'Eramprunyà                                      | BCIN 884-MH | Romànic X-XIII, XIV-XV, XVIII                      | Gavà                                                         | 41° 18′ 51″ N, 1° 57′ 27″ E / 41.314156°N,1.957382°E | RI-51-0005484 | Castell d'Eramprunyà (Gavà) · Vegeu més fotos d'aquest monument · Carregueu una nova foto d'aquest monument                            |
| Can Dardena                                                                         | BCIN 885-MH | Obra popular Medieval, XVIII                       | Gavà                                                         | 41° 18′ 03″ N, 1° 57′ 41″ E / 41.300701°N,1.961360°E | RI-51-0005485 | Can Dardena (Gavà) · Vegeu més fotos d'aquest monument · Carregueu una nova foto d'aquest monument                                     |
| Capella de Santa Magdalena del Sitjar, antiga capella de la Mare de Déu de Bruguers |             | Romànic XII                                        | Gavà Turó de Coll Roig                                       | 41° 18′ 42″ N, 1° 57′ 35″ E / 41.311569°N,1.959808°E | IPA-18516     | Carregueu una nova foto d'aquest monument                                                                                              |
| Capella de la Mare de Déu de Bruguers                                               | BCIL 2000   | Romànic, gòtic XIII, XVI                           | Gavà Ctra. de Begues                                         | 41° 18′ 52″ N, 1° 57′ 40″ E / 41.314444°N,1.961111°E | IPA-18517     | Capella de la Mare de Déu de Bruguers (Gavà) · Vegeu més fotos d'aquest monument · Carregueu una nova foto d'aquest monument           |
| Can Llonch, o Can Llong                                                             |             | Obra popular                                       | Gavà Camí de la Sentiu                                       | 41° 17′ 54″ N, 1° 58′ 25″ E / 41.298309°N,1.973644°E | IPA-18520     | Carregueu una nova foto d'aquest monument                                                                                              |
| Villa Carmen, Torre de l'American Lake                                              | BCIL 2000   | Eclecticisme Joan Martorell Montells XIX-XX (1917) | Gavà C. de Castelldefels, 13                                 | 41° 18′ 07″ N, 2° 00′ 19″ E / 41.301943°N,2.005168°E | IPA-18521     | Villa Carmen (Gavà) · Vegeu més fotos d'aquest monument · Carregueu una nova foto d'aquest monument                                    |
| Parc de Can Lluch                                                                   |             | Darreres tendències XX                             | Gavà Rambla Casas                                            | 41° 18′ 24″ N, 2° 00′ 18″ E / 41.306772°N,2.005042°E | IPA-18522     | Parc de Can Lluch (Gavà) · Vegeu més fotos d'aquest monument · Carregueu una nova foto d'aquest monument                               |
| Can Lluch, seu del Museu de Gavà                                                    | BCIL 2000   | Neoclassicisme-romàntic XVIII, XIX                 | Gavà C. Salvador Lluch, 14                                   | 41° 18′ 24″ N, 2° 00′ 15″ E / 41.306717°N,2.004186°E | IPA-18523     | Can Lluch (Gavà) · Vegeu més fotos d'aquest monument · Carregueu una nova foto d'aquest monument                                       |
| Casa Brunet i conjunt urbà de les Rambles                                           |             | Modernisme XX                                      | Gavà Rambla Vayreda, 52-54                                   | 41° 18′ 20″ N, 2° 00′ 27″ E / 41.305471°N,2.007569°E | IPA-18524     | Casa Brunet i conjunt urbà de les Rambles (Gavà) · Vegeu més fotos d'aquest monument · Carregueu una nova foto d'aquest monument       |
| Estació del Ferrocarril                                                             |             | Eclecticisme XIX                                   | Gavà Rambla Lluch                                            | 41° 18′ 12″ N, 2° 00′ 38″ E / 41.303358°N,2.010472°E | IPA-18525     | Estació del Ferrocarril (Gavà) · Vegeu més fotos d'aquest monument · Carregueu una nova foto d'aquest monument                         |
| Companyia Roca de Radiadors                                                         |             | Noucentisme Isidre Puig Boada XX (1929, 1951)      | Gavà Rambla Lluch, 2                                         | 41° 18′ 13″ N, 2° 00′ 37″ E / 41.303740°N,2.010404°E | IPA-18526     | Companyia Roca de Radiadors (Gavà) · Vegeu més fotos d'aquest monument · Carregueu una nova foto d'aquest monument                     |
| Can Planas i Crehuet                                                                | BCIL 2000   | Neoclassicisme-romàntic XIX                        | Gavà C. Salvador Lluch, 2-4                                  | 41° 18′ 19″ N, 2° 00′ 20″ E / 41.305194°N,2.005572°E | IPA-18527     | Can Planas i Crehuet (Gavà) · Vegeu més fotos d'aquest monument · Carregueu una nova foto d'aquest monument                            |
| Can Tintorer                                                                        |             | Obra popular                                       | Gavà C. de Roger de Flor, 15                                 | 41° 18′ 36″ N, 1° 59′ 56″ E / 41.309960°N,1.998852°E | IPA-18528     | Can Tintorer (Gavà) · Vegeu més fotos d'aquest monument · Carregueu una nova foto d'aquest monument                                    |
| Rectoria                                                                            |             | Obra popular XVII, XVIII                           | Gavà Raval de Molins, 36                                     | 41° 18′ 14″ N, 2° 00′ 11″ E / 41.303823°N,2.00317°E  | IPA-18529     | Rectoria (Gavà) · Vegeu més fotos d'aquest monument · Carregueu una nova foto d'aquest monument                                        |
| Conjunt d'edificis al carrer Sant Pere                                              |             | Eclecticisme XVIII, XIX                            | Gavà C. Sant Pere                                            | 41° 18′ 17″ N, 2° 00′ 16″ E / 41.304782°N,2.004576°E | IPA-18530     | Conjunt d'edificis al carrer Sant Pere (Gavà) · Vegeu més fotos d'aquest monument · Carregueu una nova foto d'aquest monument          |
| Conjunt urbà Màrtirs del Setge de 1714                                              |             | Obra popular XIX Mitjan                            | Gavà C. Màrtirs del Setge de 1714                            | 41° 18′ 19″ N, 2° 00′ 22″ E / 41.305353°N,2.006067°E | IPA-18531     | Conjunt urbà Màrtirs del Setge de 1714 (Gavà) · Vegeu més fotos d'aquest monument · Carregueu una nova foto d'aquest monument          |
| Conjunt d'habitatges al carrer Cap de Creus                                         |             | Obra popular XIX, XX                               | Gavà C. Cap de Creus                                         | 41° 18′ 13″ N, 2° 00′ 16″ E / 41.303713°N,2.004529°E | IPA-18532     | Conjunt d'habitatges al carrer Cap de Creus (Gavà) · Vegeu més fotos d'aquest monument · Carregueu una nova foto d'aquest monument     |
| Conjunt d'edificis al carrer Sant Isidre                                            |             | Obra popular                                       | Gavà C. Sant Isidre                                          | 41° 18′ 22″ N, 2° 00′ 13″ E / 41.306096°N,2.003672°E | IPA-18533     | Conjunt d'edificis al carrer Sant Isidre (Gavà) · Vegeu més fotos d'aquest monument · Carregueu una nova foto d'aquest monument        |
| Casal del Centre                                                                    |             | Eclecticisme XIX                                   | Gavà C. Centre, 20 - Sant Isidre, 24                         | 41° 18′ 21″ N, 2° 00′ 14″ E / 41.305723°N,2.003975°E | IPA-18534     | Casal del Centre (Gavà) · Vegeu més fotos d'aquest monument · Carregueu una nova foto d'aquest monument                                |
| Conjunt Sant Nicasi                                                                 |             | Obra popular XVIII, XIX                            | Gavà C. Sant Nicasi                                          | 41° 18′ 23″ N, 2° 00′ 10″ E / 41.306314°N,2.002704°E | IPA-18535     | Conjunt Sant Nicasi (Gavà) · Vegeu més fotos d'aquest monument · Carregueu una nova foto d'aquest monument                             |
| Antiga Casa de la Vila, ara Centre d'Història                                       |             | Eclecticisme XX (1927)                             | Gavà C. Salvador Lluch, 22                                   | 41° 18′ 21″ N, 2° 00′ 18″ E / 41.305959°N,2.004884°E | IPA-18536     | Casa de la Vila (Gavà) · Vegeu més fotos d'aquest monument · Carregueu una nova foto d'aquest monument                                 |
| Mercat municipal                                                                    |             | Noucentisme XX                                     | Gavà Pl. Major                                               | 41° 18′ 19″ N, 2° 00′ 20″ E / 41.305188°N,2.005565°E | IPA-18537     | Mercat municipal (Gavà) · Vegeu més fotos d'aquest monument · Carregueu una nova foto d'aquest monument                                |
| Escoles Salvador Lluch                                                              | BCIL 2000   | Noucentisme XX Inici                               | Gavà C. de Sant Joan, 31                                     | 41° 18′ 20″ N, 2° 00′ 05″ E / 41.305541°N,2.0014°E   | IPA-18538     | Escoles Salvador Lluch (Gavà) · Vegeu més fotos d'aquest monument · Carregueu una nova foto d'aquest monument                          |
| Església parroquial de Sant Pere                                                    |             | Darreres tendències XX                             | Gavà C. del Raval de Molins, 36                              | 41° 18′ 13″ N, 2° 00′ 12″ E / 41.303591°N,2.003306°E | IPA-18540     | Església parroquial de Sant Pere (Gavà) · Vegeu més fotos d'aquest monument · Carregueu una nova foto d'aquest monument                |
| Casa Gran                                                                           | BCIL 2000   | Obra popular XVII-XVIII                            | Gavà C. Major                                                | 41° 18′ 18″ N, 2° 00′ 20″ E / 41.304937°N,2.005439°E | IPA-18541     | Casa Gran (Gavà) · Vegeu més fotos d'aquest monument · Carregueu una nova foto d'aquest monument                                       |
| Can Mas de Bruguers                                                                 |             | Obra popular XVI-XIX                               | Gavà Ctra. Begues                                            | 41° 18′ 46″ N, 1° 58′ 05″ E / 41.31291°N,1.96808°E   | IPA-18542     | Carregueu una nova foto d'aquest monument                                                                                              |
| Can Torrens o Torrents                                                              |             | Obra popular XVI                                   | Gavà Camí de Ca n'Espinós                                    | 41° 18′ 21″ N, 1° 58′ 54″ E / 41.305880°N,1.981703°E | IPA-18543     | Carregueu una nova foto d'aquest monument                                                                                              |
| Ca n'Horta, Masia de l'Horta                                                        |             | Obra popular XIV                                   | Gavà Ctra. CC-245, km 15                                     | 41° 17′ 50″ N, 1° 59′ 57″ E / 41.297206°N,1.999233°E | IPA-18544     | Ca n'Horta (Gavà) · Vegeu més fotos d'aquest monument · Carregueu una nova foto d'aquest monument                                      |
| Ca n'Amat                                                                           | BCIL 2000   | Obra popular XVIII                                 | Gavà Camí de la Font del Ferro                               | 41° 19′ 05″ N, 1° 58′ 37″ E / 41.318005°N,1.97707°E  | IPA-19443     | Carregueu una nova foto d'aquest monument                                                                                              |
| Can Ribes, Masia Ribes                                                              | BCIL 2000   | Obra popular XVIII                                 | Gavà Av. Joan Carles I                                       | 41° 18′ 02″ N, 1° 59′ 52″ E / 41.300489°N,1.997747°E | IPA-19444     | Can Ribes (Gavà) · Vegeu més fotos d'aquest monument · Carregueu una nova foto d'aquest monument                                       |
| Xemeneia de la pista d'atletisme de les Bòbiles                                     | BCIL 2000   | Obra popular XIX                                   | Gavà C. General Josep Moragues                               | 41° 18′ 16″ N, 1° 59′ 44″ E / 41.304323°N,1.995657°E | IPA-19445     | Xemeneia de la pista d'atletisme de les Bòbiles (Gavà) · Vegeu més fotos d'aquest monument · Carregueu una nova foto d'aquest monument |
| Forn de calç del camí de les Agulles                                                |             | Obra popular                                       | Gavà Antic camí de les Agulles                               |                                                      | IPA-40742     | Carregueu una nova foto d'aquest monument                                                                                              |
| Forn de Can Llong 1                                                                 |             | Obra popular                                       | Gavà Vall de la Sentiu                                       | 41° 18′ 05″ N, 1° 58′ 37″ E / 41.301329°N,1.976999°E | IPA-40743     | Carregueu una nova foto d'aquest monument                                                                                              |
| Forn de Can Llong 2                                                                 |             | Obra popular                                       | Gavà Vall de la Sentiu                                       | 41° 18′ 06″ N, 1° 58′ 45″ E / 41.301771°N,1.979041°E | IPA-40744     | Carregueu una nova foto d'aquest monument                                                                                              |
| Forn de Can Llong 3                                                                 |             | Obra popular                                       | Gavà Vall de la Sentiu                                       | 41° 18′ 05″ N, 1° 58′ 43″ E / 41.301480°N,1.978720°E | IPA-40745     | Carregueu una nova foto d'aquest monument                                                                                              |
| Passeig Marítim de Gavà (pineda i dunes)                                            |             | Darreres tendències XX                             | Gavà Pg. Marítim, entre la riera dels Canyars i el c. Sitges | 41° 15′ 57″ N, 2° 00′ 29″ E / 41.2658°N,2.0080°E     | IPA-46289     | Carregueu una nova foto d'aquest monument                                                                                              |
| Ermita de la Mare de Déu de la Salut                                                |             |                                                    | Gavà Ca n'Amat                                               |                                                      | IPA-53516     | Carregueu una nova foto d'aquest monument                                                                                              |